# 滇中道
滇中道，中华民国初期设置的道。
1913年4月改清朝雲武道改置滇中道，治昆明县（今云南昆明市）。属云南省。辖区约当今云南省元谋、牟定、楚雄等市县以东，双柏、易门、玉溪、江川、澄江、路南、石林、陆良、罗平等市县以北地区。1917年1月由大关县析置盐津县。1929年废。